# Chacun sa nuit
Chacun sa nuit (tj. Každému jeho noc) je francouzsko-dánský hraný film z roku 2006, který režírovali Pascal Arnold a Jean-Marc Barr podle vlastního scénáře. Film byl inspirován skutečným příběhem vraždy mladíka, jehož vrahové nikdy neobjasnili svůj motiv.

## Děj
Pierre a Lucie jsou sourozenci. Spolu se svými kamarády Sébastienem, Nicolasem a Baptistem mají kapelu. Společně tráví volný čas a také jejich vzájemné intimní vztahy jsou velmi provázané. Jednou v noci Pierre zmizí a jeho tělo je posléze nalezeno na opuštěném místě. Policie zjistí, že byl ubit k smrti. Protože se jí ale nedaří najít žádné stopy ani pachatele, případ odloží. Lucia se zoufale snaží zjistit pravdu a za pomoci svých tří kamarádů pátrá po vrahovi. Pravda, kterou Lucie nakonec odhalí, je pro ni neuvěřitelná.

## Obsazení
| Lizzie Brocheré        | Lucie                       |
| Arthur Dupont          | Pierre                      |
| Pierre Perrier         | Sébastien                   |
| Karl E. Landler        | Paul                        |
| Valérie Mairesse       | Agnès, matka Pierra a Lucie |
| Nicolas Nollet         | Baptiste                    |
| Guillaume Baché        | Nicolas                     |
| Jean-Christophe Bouvet | Vincent Sylvaire            |
| Matthieu Boujenah      | Damien                      |
| Pierre Béziers         | poručík policie             |
| Guillaume Gouix        | skinhead                    |